# Душа (туманность)
Туманность «Душа», S2-199, LBN 667 — эмиссионная туманность, находящаяся в созвездии Кассиопея. В туманности находится несколько небольших скоплений: CR 34, 632 и 634 (верхняя часть), IC1848 (в средней части). Объект часто называют именем рассеянного звёздного скопления IC1848. Находится близ туманности «Сердце», которые часто упоминаются вместе как «Сердце и Душа».

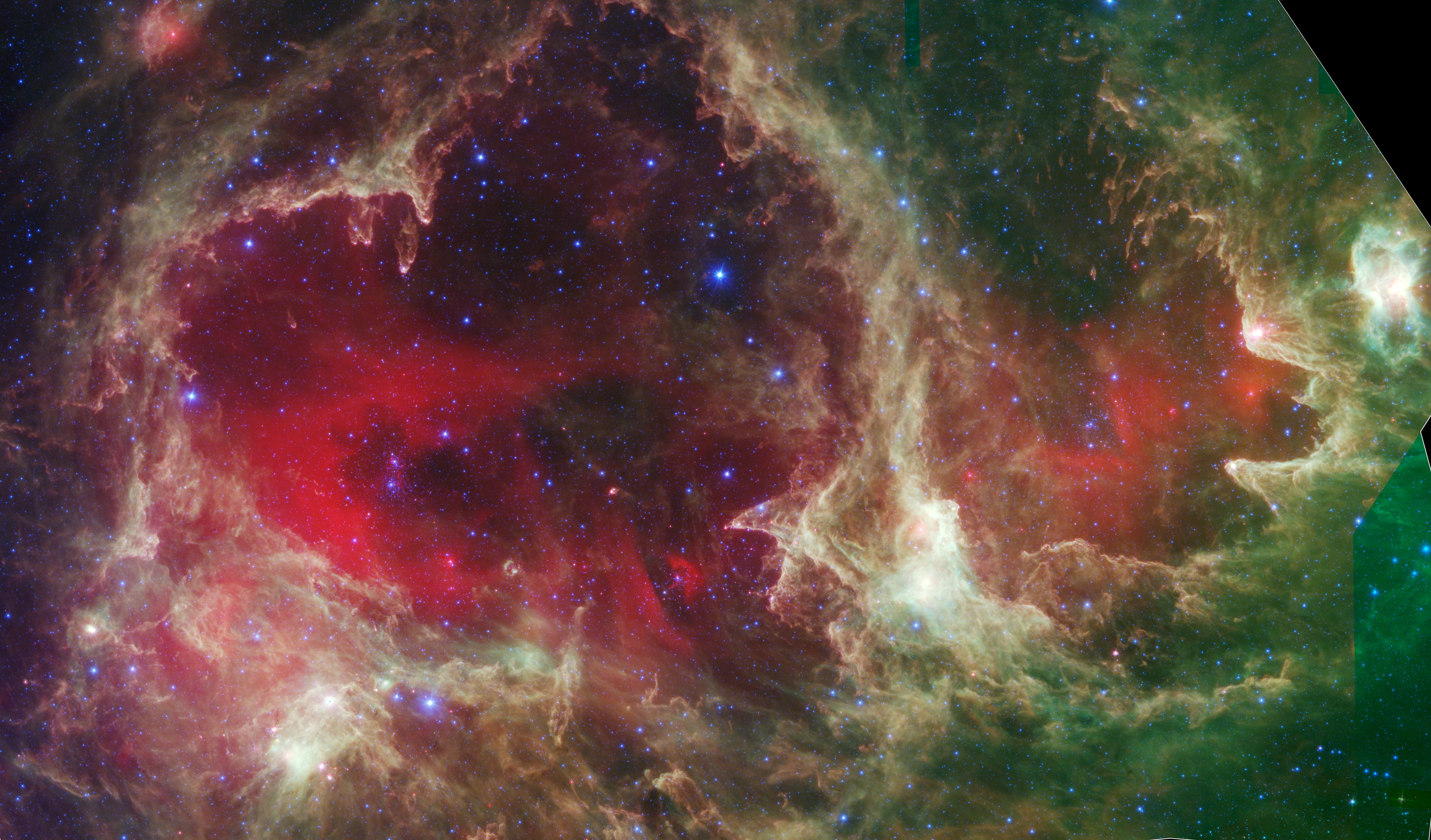
Поколения этих звёзд можно увидеть на снимке, сделанном в инфракрасном излучении космическим телескопом NASA Спитцер.
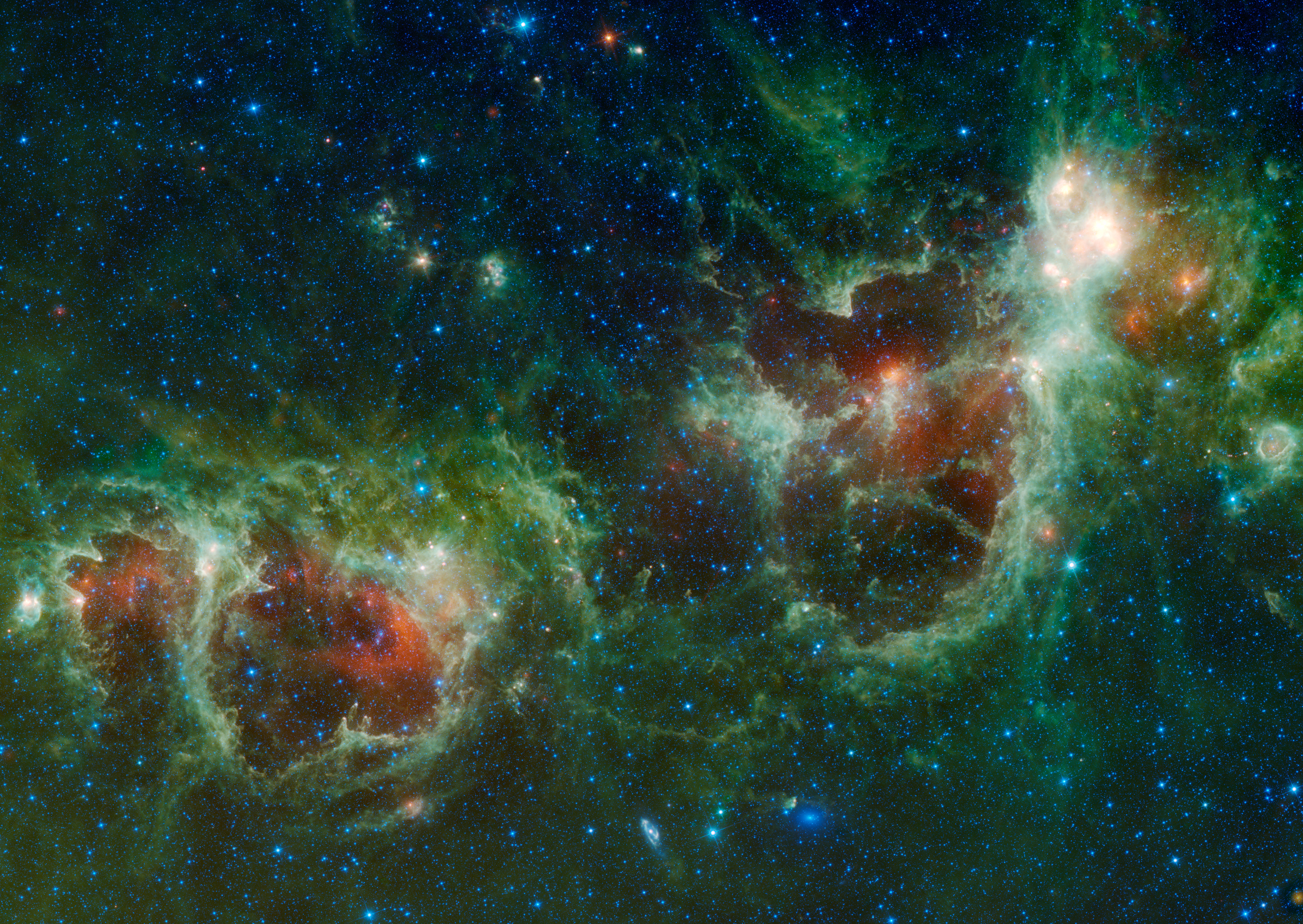
Туманности «Сердце» и «Душа» в инфракрасном диапазоне, сделанные космическим телескопом WISE